# La Dernière Ambulance de Sofia
Pour plus de détails, voir Fiche technique et Distribution.
La Dernière Ambulance de Sofia (Последната Линейка на София, Poslednata Lineyka na Sofiya) est un long métrage documentaire bulgare, coproduit avec l'Allemagne et la Croatie, réalisé par le réalisateur bulgare Ilian Metev, sorti en 2012. 
La première du film était à la 51e Semaine internationale de la critique au Festival de Cannes en 2012, où il a reçu la France 4 Prix Révélation. C'était le deuxième documentaire à concourir dans 51 années de l'histoire de la section.

## Synopsis
La Dernière Ambulance de Sofia commence avec une journée ordinaire de Krassi, Mila et Plamen, l'équipage ambulancier sur une de la flotte d'ambulances d'urgence qui diminue dangereusement a Sofia. L'infrastructure médicale est en ruines et les services de l'ambulance sont une des plus difficiles. Bientôt la pression quotidienne de l'équipe est révélé dans une séquence d'absurdités. Inhabituel pour un film au sujet de services médicaux, les patients sont restés à l'extérieur du cadre avec tact et le sensationnalisme a été rigoureusement évitée. Les travaux de la caméra sont concentrés étroitement sur les visages de l'équipage de l'ambulance pour saisir les changements dans leur état d'esprit dans leurs efforts persistants de travailler malgré l'absence de moyens, l'épuisement et la bureaucratie,.

## Fiche technique
- Titre : La Dernière Ambulance de Sofia
- Titre original : Последната Линейка на София (Poslednata Lineyka na Sofiya)
- Réalisateur : Ilian Metev
- Production : Ingmar Trost, Siniša Juričić, Ilian Metev, Dimitar Gotchev
- Cinematographie : Ilian Metev
- Montage :  Ilian Metev, Betina Ip
- Son: Tom Kirk
- Société de distribution : Films Boutique, Berlin
- Pays d'origine :  Bulgarie /  Allemagne /  Croatie
- Langue : bulgare
- IMDB numero: 2378465
- Format : couleur, 1.85:1[9]
- Budget de production : 286,000 € (estimé)[9]
- Genre : Film documentaire
- Dates de sortie : Festival de Cannes, Cannes : 23 mai 2012 (première)
- Durée : 75 minutes

## Distribution
- Doctor Krassimir Yordanov : lui-même
- Nurse Mila Mikhailova : elle-même
- Driver Plamen Slavkov : lui-même

## Production
La recherche pour La Dernière Ambulance de Sofia commencé en 2008. Pendant la période de recherche, Metev rencontré Dr Yordanov, qui a travaillé dans les services d'urgence depuis 23 ans, et a été fasciné par son humilité. Dr Yordanov et son deux coéquipiers étaient responsables pour les cas les plus critiques de la capitale. Le documentaire observationnelle a été ensuite tiré sur la période de deux ans , avec l'équipe de tournage composée de Metev et le enregistreur du son Tom Kirk placé à l'arrière de l'ambulance, en essayant d'être le plus discret et invisible possible .
Le film a été co-produit en association avec la chaîne allemande de télévision WDR, la chaîne allemand / français Arte, le fonds d'investissement américain impact Partenaires, le Centre National du Film bulgare, le Centre Audiovisuel croate et l'allemand Film und Medienstiftung NRW. Les agents de vente sont Films Boutique basé à Berlin.

## Impact social
À la première du film à Sofia, le ministre de la santé bulgare Desislava Atanasova a admis que "La Dernière Ambulance de Sofia reflète la réalité des choses" et prononcé que depuis le film, deux nouvelles unités d'intervention d'urgence ont été ouverts dans la capitale pour accélérer le temps de réponse; les salaires des équipages ambulanciers devaient être augmentés de 18%. Protagoniste et médecin d'urgence Krassimir Yordanov critiqué le fait que ces réformes étaient insuffisantes pour répondre à la véritable cause des problèmes: chroniquement petits salaires qui rend les professionnels de la santé quittent en masse. Malgré d'avoir 25 ans d'expérience dans le travail, son salaire mensuel est "inférieure à la rémunération hebdomadaire d'un collègue dans d'autres pays de l'Union européenne" .

## Accueil
La Dernière Ambulance de Sofia a présenté en avant-première à la 51e Semaine Internationale de la Critique à Cannes. L'AFP a écrit que «après la projection, les réalisateurs et les acteurs étaient en larmes. Nombre de spectateurs aussi" . Jay Weissberg de Variety décrit le film comme "rigide construit et profondément humain" et Julien Gester de Libération a l'appelait une «enquête fine et forte d'un état de crise."

## Distinctions
| Festival                                                      | Pays               | Catégorie                                 | Prix                               | Jurés | Date           |
| ------------------------------------------------------------- | ------------------ | ----------------------------------------- | ---------------------------------- | --- | -------------- |
| 51e Semaine internationale de la Critique, Festival de Cannes | France             | Prix pour longs métrages                  | France 4 Prix Révélation           | Céline Sciamma (France), Victor-Emmanuel Boinem (Belgique), Kim Sehee (Corée), Ryan Lattanzio (États-Unis), Bikas Mishra (Inde)           | mai 2012       |
| 47e Karlovy Vary Festival international du Film               | République tchèque | Compétition documentaire                  | Meilleur long métrage documentaire | Ron Xerxa (États-Unis), José Luis Cienfuegos (Espagne), Tizza Covi (Italie), Pamela Jahn (Royaume-Uni), Jiri Konecny (République tchèque) | juillet 2012   |
| Prizren Dokufest                                              | Kosovo             | Compétition documentaire                  | Meilleur documentaire du Balkans   | Marta Andreu (Espagne), Srdjan Keċa (Serbie), Cinta Peleja (Portugal)                                                                     | juillet 2012   |
| 13e Festival du Film méditerranéen                            | Bosnie-Herzégovine | Compétition longs métrages                | Grand Prix                         | Jovan Marjanović, Doron Tsabari (Israel), Zdenko Jurilj (Bosnie-Herzégovine)                                                              | août 2012      |
| Zurich Film Festival                                          | Suisse             | Compétition documentaire                  | Mention spéciale                   | Jessica Yu (États-Unis), Mohamed Al-Daradji (Irak), Philippe Diaz (France), Janus Metz (Danemark)                                         | septembre 2012 |
| 2-en-1 Festival international du Film                         | Russie             | Compétition longs métrages                | Meilleur son                       | Jean-Claude Brisseau (France), Peter Baxter (Royaume-Uni), Mark Cousins (Royaume-Uni), Bakhtiyar Khudoinazarov (Russie)                   | octobre 2012   |
| DOK Leipzig                                                   | Allemagne          | Compétition internationale longs métrages | Colombe d'argent                   | Larry Kardish (États-Unis), Paweł Łoziński (Pologne), Marina Razbezhkina (Russie), Martha Orozco (Mexique), Susanne Schüle (Allemagne)    | novembre 2012  |
| Prix Documentaire Film Allemand                               | Allemagne          | Compétition longs métrages                | Meilleur film documentaire         | Michael Verhoeven, Sung-Hyung Cho, Gereon Wetzel, Dr. Heike Hupertz, Wieland Speck, Prof. Heiner Stadler, Hans-Robert Eisenhauer          | juin 2013      |